# Bloemendalsestraat 66-72 (Amersfoort)
Bloemendalsestraat 66-72 is een woningblok aan de Bloemendalsestraat in de gemeente Amersfoort. Het blok arbeiderswoningen is in 1906 gebouwd door metselaar J. van Keulen naar eigen ontwerp voor de verhuur. Sinds 1992 is het een gemeentelijk monument.

## Beschrijving
Het rechthoekige bakstenen woningblok ligt direct aan de weg. Het heeft een geknikt zadeldak met dakpannen, waarbij de nok evenwijdig loopt aan de weg, met een blokvormige dakkapel met vleugelstukken. De venster- en deuropeningen vormen rechthoeken, en plint en daklijst hebben consoles. De bakstenen hebben kenmerkende decoratieve banden in een andere kleur steen, en boven de venster- en deuropeningen zijn op eenzelfde decoratieve manier ontlastingsbogen aangebracht. De boogvelden zijn versierd met tegels.

## Monument
Het woningblok ligt in het rijksbeschermd gezicht Amersfoort en is sinds 1992 een gemeentelijk monument (nr. 469), omdat het een goed voorbeeld is van arbeiderswoningen rond de eeuwwisseling van de 19e naar de 20e eeuw. De huizen zijn in gebruik als woonhuis.